# Cochlonema agamum
Cochlonema agamum är en svampart som beskrevs av Drechsler 1946. Cochlonema agamum ingår i släktet Cochlonema och familjen Cochlonemataceae.   Inga underarter finns listade i Catalogue of Life.